# -ington
-ington(イントン)とは、英語圏の地名接尾辞である。
多くの場合、人の名前に続いて、-ing は「〇〇な一族や人々」を意味し、-ton は村を示唆する。
これらの地名の多くは後に苗字に転用された。多くの架空の場所やキャラクターにも、-ington で終わる名前が付けられる。

## 実在の名前
- アディントン
- アーリントン
- バーリントン
- ボイントン
- バーリントン
- キャリントン
- コヴィントン
- ダリントン
- デュリントン
- アーリントン
- エリントン
- ファリントン
- フォーディントン
- ガーリントン
- ガーリントン
- ハリントン
- ハンティントン
- アービントン
- イズリントン
- ジュリントン
- ケリントン
- ケンジントン
- レキシントン
- ルディントン
- ミリントン
- モーニントン
- ニューイントン
- ノリントン
- オーキントン
- オーピントン
- オバリントン
- パディントン
- ピルキントン
- クワリントン
- レミントン
- ロウィントン
- セビントン
- ストーニントン
- トリントン
- ターリントン
- アピントン
- ワシントン
- ウェディントン
- ウェリントン
- イェルビントン
- イェットリントン

## 架空の名前
- チャギントン